# كيث إتش باسو
كيث إتش باسو (بالإنجليزية: Keith H. Basso)‏ هو عالم إنسان أمريكي، ولد في 15 مارس 1940 في آشفيل في الولايات المتحدة، وتوفي في 4 أغسطس 2013 في فينيكس في الولايات المتحدة بسبب سرطان.